# □いアタマを○くする。シリーズ
□いアタマを○くする。シリーズ（シカクいアタマをマルくする シリーズ）は日能研の中学受験教材のブランド名。

## イマジニア版
イマジニアより「合格ボーイシリーズ」の下位シリーズとして発売されたゲームボーイ版。
- ゲームボーイ
  - 合格ボーイシリーズ □いアタマを○くする 数字で遊ぼう算数編（1998年6月26日発売）
  - 合格ボーイシリーズ □いアタマを○くする 算数バトル編（1999年3月12日発売）
  - 合格ボーイシリーズ □いアタマを○くする 社会バトル編（1999年7月16日発売）
  - 合格ボーイシリーズ □いアタマを○くする 国語バトル編（1999年9月24日発売）
  - 合格ボーイシリーズ □いアタマを○くする 理科バトル編（1999年11月5日発売）
  - 合格ボーイシリーズ □いアタマを○くする 常識の書（2000年3月17日発売）
  - 合格ボーイシリーズ □いアタマを○くする 難問の書（2000年3月17日発売）
  - 合格ボーイシリーズ □いアタマを○くする 図形の達人（2000年10月27日発売）
  - 合格ボーイシリーズ □いアタマを○くする 漢字の達人（2001年3月30日発売）
  - 合格ボーイシリーズ □いアタマを○くする 計算の達人（2001年3月30日発売）

## IEインスティテュート版
日能研監修・制作協力のもと、IEインスティテュートから発売されている教育ソフトのシリーズ。
- ゲームボーイアドバンス
  - □いアタマを○くする。アドバンス 漢字・計算（2004年11月4日発売）
  - □いアタマを○くする。アドバンス 国語・算数・社会・理科（2004年11月4日発売）
- ニンテンドーDS
  - □いアタマを○くする。常識・難問の章（2006年9月28日発売）
  - □いアタマを○くする。漢字の章（2006年9月28日発売）
  - □いアタマを○くする。計算の章（2006年9月28日発売）
  - NEW □いアタマを○くする。DS（2009年4月2日発売）
- Wii
  - □いアタマを○くする。Wii（2009年4月29日発売）
- ニンテンドー3DS
  - □いアタマを○くする。マスター国語・算数・社会・理科（2014年11月12日発売）
  - □いアタマを○くする。エキスパート漢字・計算・図形（2014年11月12日発売）
  - □いアタマを○くする。ジュニアこくご・さんすう・しゃかい・りか・せいかつ（2014年11月12日発売）

3DS版3タイトルは当初2013年10月31日発売予定だったが、延期となり、且つパッケージ版の発売を中止しダウンロード専用ソフトでの発売となった。

## その他
Windows版がインターチャネル・ホロンやメディアカイトより発売されていた。